# Мюллер, Адольф
Адольф Мюллер (нем. Adolf Müller, 1821—1910) — немецкий естествоиспытатель и писатель.
Родился в 1821 г., вместе с братом Карлом (родился в 1825 г.) написал:
- «Charakterzeichnungen der vorzüglichsten deutschen Singvögel» (Лейпциг, 1865),
- «Wohnungen, Leben und Eigentümlichkeiten in der Tierwelt» (Лейпциг, 1869),
- «Gefangenleben der besten einheimischen Singvögel» (Лейпциг, 1871),
- "Die einheimischen Säugetiere und Vögel nach ihrem Nutzen und Schaden " (Лейпциг, 1873),
- «Unsere nützlichsten Säugetiere und Vögel» (Кёльн, 1876),
- «Der Hund und seine Jagd» (Франкфурт, 1880),
- «Tiere der Heimat» (Кассель, 1881—1883; 2 изд., 1888—1894).

Мюллер написал также несколько драм, среди которых была и «Doktor Fausts Ende» (1869; 2-е изд., Ильфельд, 1887).